# Venucia R50
Der Venucia R50 ist ein Fahrzeug der Kompaktklasse und das zweite Fahrzeug des Automobilherstellers Venucia. Das Fahrzeug wurde auf der Chengdu Auto Show 2012 der Öffentlichkeit vorgestellt und ist in China seit dem 10. September 2012 auf dem Markt. Es basiert auf der ersten Generation des Nissan Tiida und ist Europa ist nicht erhältlich. Der Venucia D50 ist die Stufenheck-Version des R50.
Auf der Chengdu Auto Show 2013 präsentierte Venucia mit dem R50X eine Crossover-Version des R50. Diese kam am 23. Oktober 2013 in den chinesischen Handel und übernimmt den Antrieb vom Schrägheck-Modell.
Das Fahrzeug wird von einem 86 kW (117 PS) starken 1,6-Liter-Vierzylinder-Ottomotor angetrieben. Wahlweise ist der R50 mit einem 5-Gang-Schaltgetriebe oder einem 4-Stufen-Automatikgetriebe verfügbar.

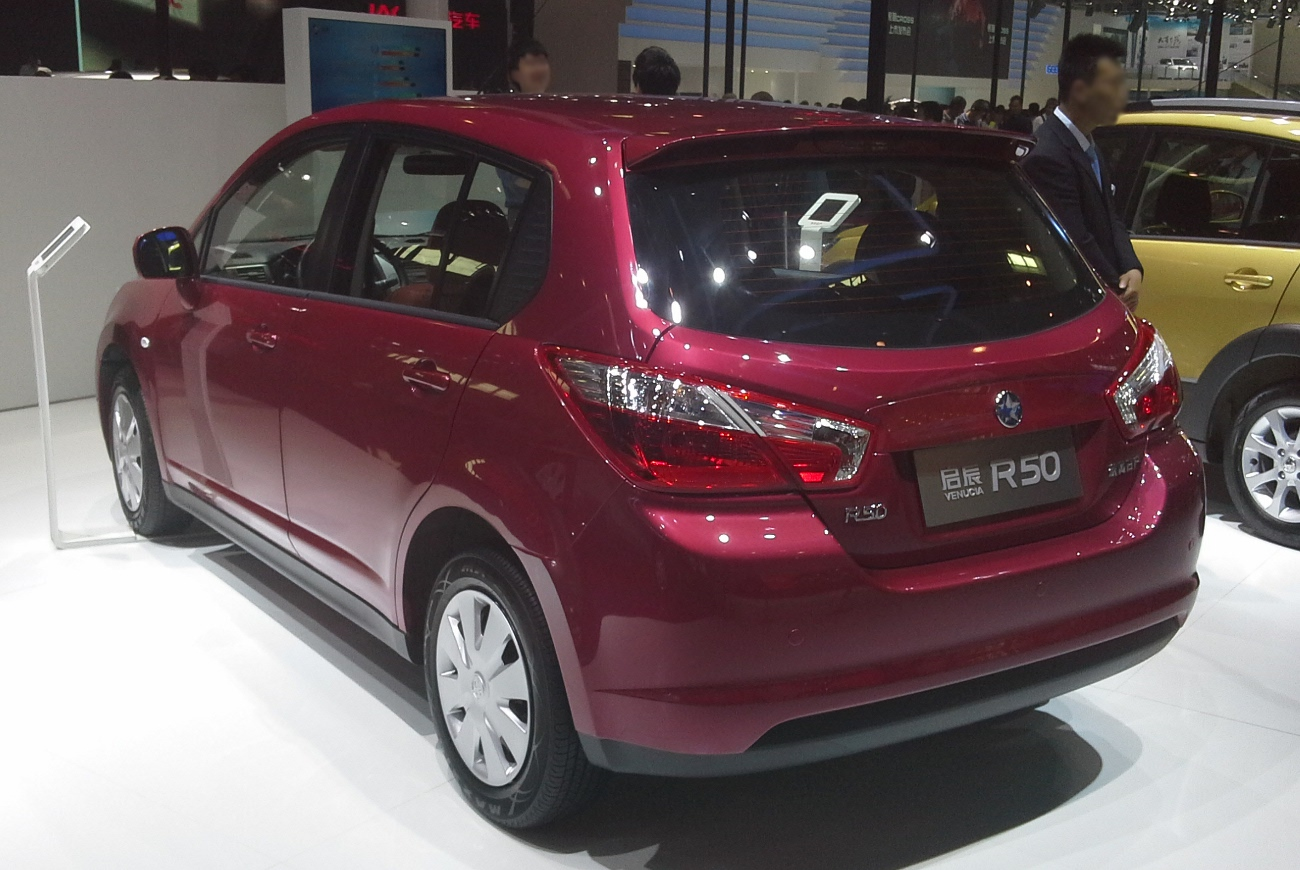
Heckansicht
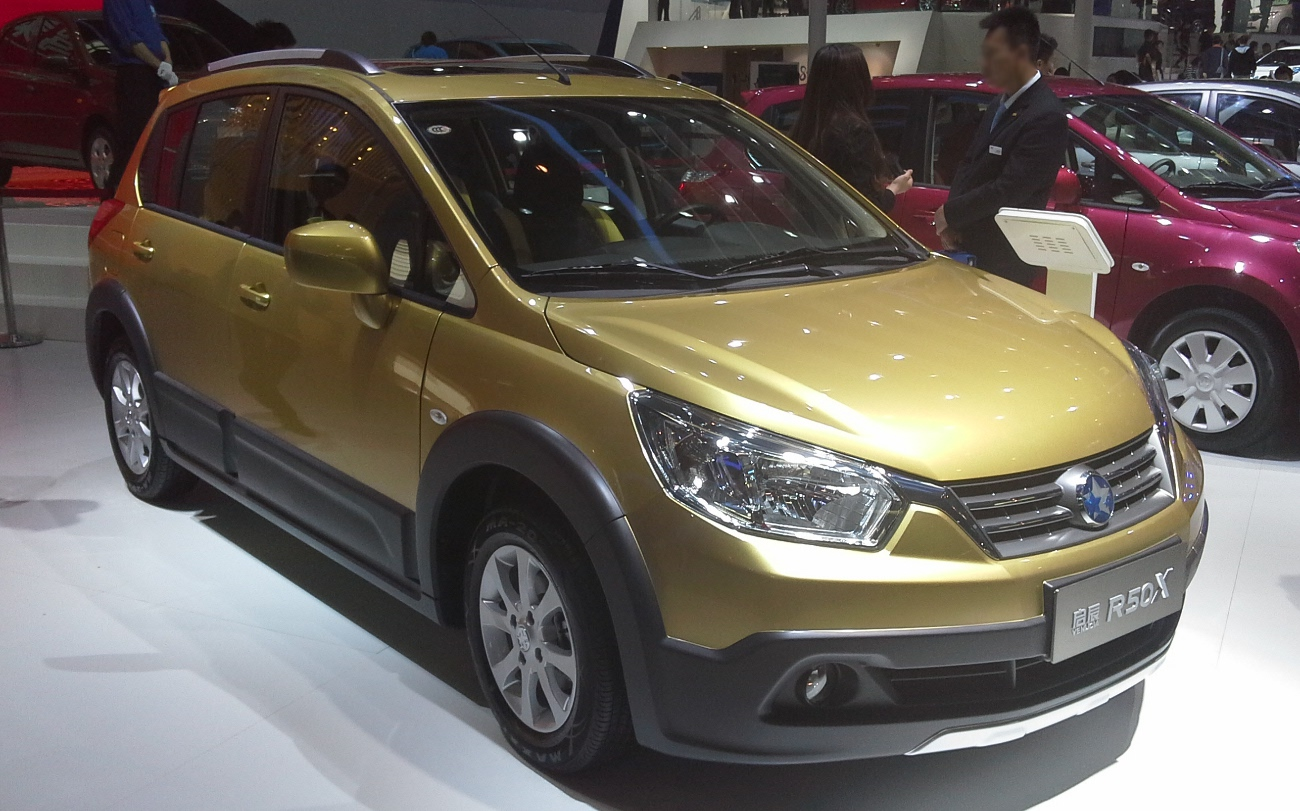
Venucia R50X (2013–2017)
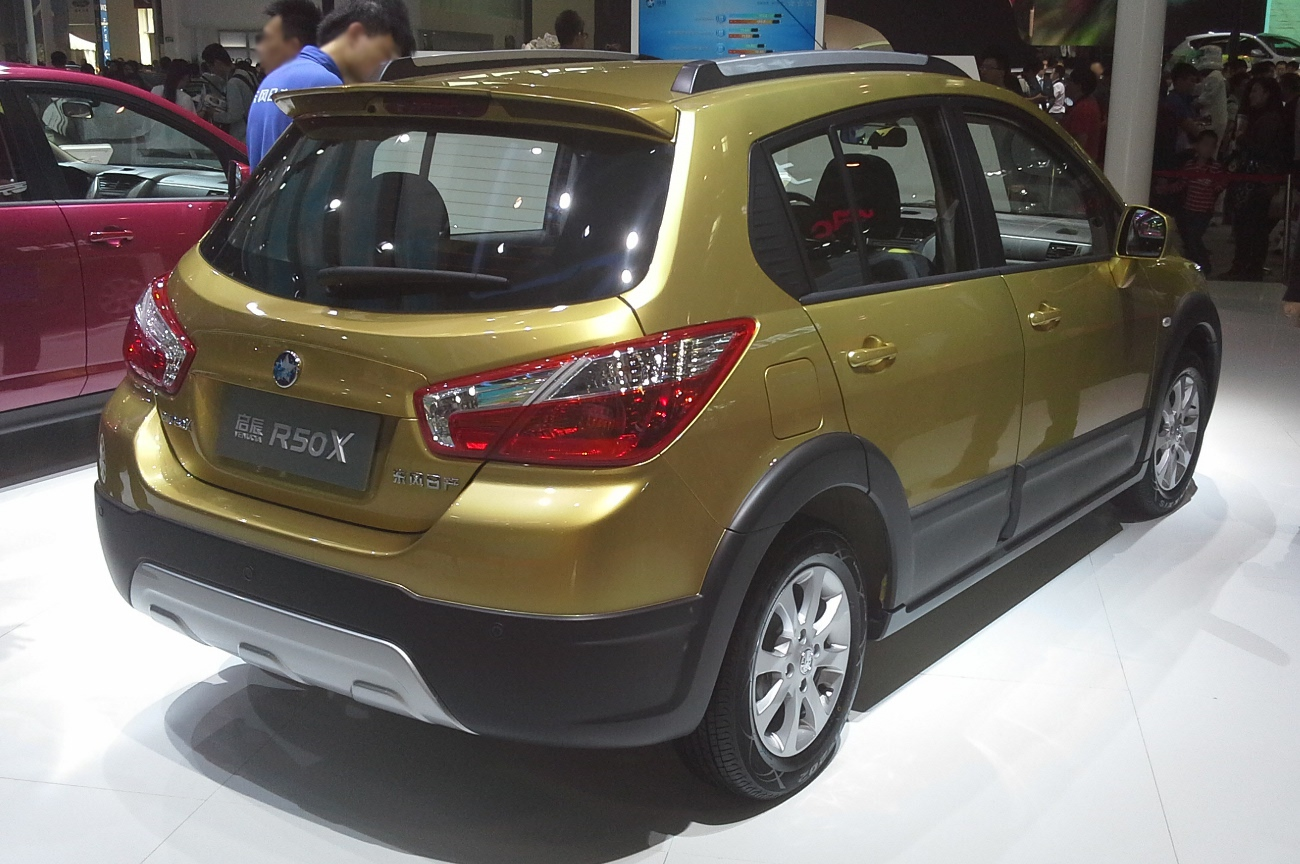
Heckansicht

## Technische Daten
|                                             | 1.6                          |
| Bauzeitraum                                 | 10/2012–10/2017              |
| Motorkenndaten                              |                              |
| Motorkenncode                               | HR16DE                       |
| Motortyp                                    | R4-Ottomotor                 |
| Hubraum                                     | 1598 cm³                     |
| Verdichtungsverhältnis                      | 9,8 : 1                      |
| max. Leistung bei min−1                     | 86 kW (117 PS) / 6000        |
| max. Drehmoment bei min−1                   | 153 Nm / 4400                |
| Kraftübertragung                            |                              |
| Antrieb                                     | Vorderradantrieb             |
| Getriebe, serienmäßig                       | 5-Gang-Schaltgetriebe        |
| Getriebe, optional                          | (4-Stufen-Automatikgetriebe) |
| Messwerte                                   |                              |
| Höchstgeschwindigkeit                       | 185 km/h (175 km/h)          |
| Beschleunigung, 0–100 km/h                  | 11,4 s (11,9 s)              |
| Kraftstoffverbrauch auf 100 km (kombiniert) | 5,9 l Super (6,9 l Super)    |
| Tankinhalt                                  | 52 l                         |